# 前輪駆動
前輪駆動（ぜんりんくどう、英語: front wheel drive、略称: FWD）は、車輪を有する輸送機器の駆動方式の一つで、前後の車輪のうち前方の車輪を駆動する方式である。対比される駆動方式は後輪駆動。
自動車では駆動輪に近い車体前方にエンジンを搭載されたものが多く、その場合はフロントエンジン・フロントドライブ (FF: Front-engine Front-drive) 方式と呼ばれる。本記事では特に注釈がない限り、フロントエンジン・フロントドライブ方式についての記述とする。

## 概要

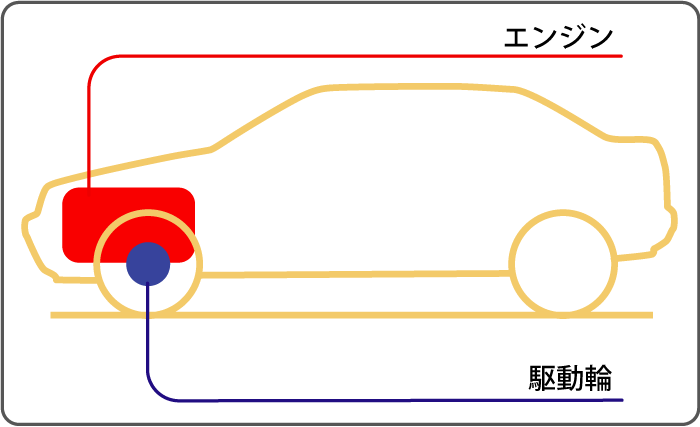
フロントエンジン・フロントドライブ方式の概念図

21世紀初頭時点では、乗用車を中心とする四輪自動車に広く用いられる。特に4気筒以下のエンジンを積んでいる小・中型乗用車のほとんどは前輪駆動、およびそれを基本とした四輪駆動車である。近年は大型車や高級車の一部でも見られるようになっている。
一方でそれ以外の乗り物、具体的には大型車や高級車、専用設計のスポーツカー、商用車（バン・トラック・重機など）、バギー、自転車、オートバイなどは後輪駆動またはそれをベースにした四輪駆動・両軸駆動が主流で、前輪駆動は少ない。操舵と駆動の2つの機能を同一の車軸に負わせるのは本来は自然とは言い難いものであるが、小・中型市販乗用車市場における熾烈な技術競争と市場のニーズにより実用レベルに昇華されて、後輪駆動に代わって普及した特殊な駆動形式であるとも言える。
トランスミッションとエンジンの搭載方法は1970年代以降、主に横置きエンジン配置が用いられるようになっているが、それ以前からの歴史がある縦置きエンジンの例も若干数残っており、スバルインプレッサ等がある。
なおリアエンジン・フロントドライブ方式（RF）は、公道を走れるような自動車ではこのレイアウトにする利点がないため存在しない。しかし、二輪駆動のフォークリフトでは、運転席下部や後部にエンジンを搭載し前輪を駆動する方式（MFもしくはRF）が主流である。これは用途上バックで運転することが多いことと、重いエンジンを積荷のカウンターウエイトとして利用できるからである。また戦車でもかさ張る変速機を前部に搭載し前輪を駆動輪としたRFに相当するものが存在する。
ミッドシップエンジン・前輪駆動（MF）はリアミッドシップではやはり一般的な自動車には存在しないが、「FFミッドシップ」というフロントミッドシップの一種としてなら存在する（後述）。
オートバイやオート三輪の場合は前輪真上ないし側面にエンジンを搭載し、チェーン駆動もしくはタイヤハブをローラーで摩擦駆動する前輪駆動があったが、操縦性の制約や駆動摩擦力を得るための荷重不足によって一般化はしなかった。簡易車両が主流を占めたこれら前輪駆動オートバイの中でも特異な例外的大型車はドイツのレース用オートバイのメゴラ・1921で、640 ccの星型5気筒エンジンを前輪ハブ内に搭載し、変速機やクラッチもなしに前輪を直接駆動した極めて異様なオートバイであった。
自転車はチェーンによる後輪駆動が確立される以前の19世紀に、前輪を直接ペダル駆動するものが主流だった。後輪駆動車が普及してからは絶滅したが、リカンベントの一部、補助動力付き自転車の補助動力などで、前輪を駆動するものが出現している（この場合、後輪と併せて前輪「も」駆動する自転車なので、詳しくは二輪駆動自転車を参照）。

## 特徴

### 長所
エンジンやトランスミッションなどの重いコンポーネント類が前方に集中するため、いわゆるフロントヘビー（前輪荷重が後輪荷重より大きい）状態となる。そのため直進安定性が高く、雨や雪、オフロードなどの悪条件下でも安定性に優れる。二輪駆動の中ではリアエンジン・後輪駆動（RR）方式の次にトラクションを得やすい。
床下にプロペラシャフトや独立した差動装置を必要とせず、駆動力を負担しないリアサスペンションの構造も簡素化できる。これによって車両重量の軽減や、低床・平床化による居住性・積載性の向上が図れる。
横置きエンジンの場合は伝達軸がすべて平行であることから、伝達損失が少なく省燃費走行にも向くとされ、内燃機関を用いた低燃費車（いわゆるエコカー）にも積極的に採用される。またパワートレインの省スペース化により、車体長の短縮と車室の拡大も容易である。
近年ではパワートレインのモジュール化によって、組み立て時間の短縮や車種を超えた流用を容易としている。これにより多くの実験結果が得られ、開発期間の短縮に寄与している。稀にパワートレインモジュールから操舵機構をオミットして、後輪駆動ミッドシップ車の駆動系に転用された事もあった。

### 短所
駆動力と操舵を同時に前輪が負担するため、後輪と比較して前輪の摩耗が激しく、駆動力の着力点と操舵の着力点のずれによるワンダリングが発生しやすい。また、コーナリング時にはアンダーステア特性やタックイン傾向が強く生じるため、癖の強い挙動を示す。サスペンションとタイヤの改良により、実用上はほぼ問題のないレベルの操縦性を得ているが、他の駆動方式と比べた場合の絶対的な運動性能では劣る。
前述のとおりフロントヘビーという特性故に、後輪に荷重がかかる加速時や登坂時にはトラクションが不足しがちで、高出力車には不向きとされる。さらに、凍結路（特に下り坂）では後輪駆動に比べてブレーキングでバランスを崩しやすい。積雪地および寒冷地ではスタッドレスタイヤと金属製チェーンを併用したり、前輪だけをスパイクタイヤに交換するユーザーも存在する。
自在継手を用いる構造から前輪の切れ角が大きく取れず、旋回半径が他の方式と比べて大きくなりがちで取り回しが悪い。これの克服には特殊な構造の等速ジョイントを与える必要がある。なお、自在継手を用いない前輪駆動・後輪操舵のフォークリフトは操舵切れ角を大きく取れるため、旋回半径が小さく取り回しが良い。エンジンと駆動輪を円柱状にパッケージングした駆動ユニットを、全周回転させ操舵するターレットトラックは、更に旋回半径が小さく取り回しが良い。
横置きエンジンの場合、操舵中に角度のついた自在継手に力が加わることによりトルクステアが発生する。左右ジョイントの位置を車体中央から見て同一距離に配置したり、ドライブシャフトを左右均等な長さにすることで対処している。また、近年ではパワーステアリングの普及でこの問題は更に軽減されている。
後輪駆動に比して低級振動が出やすいため、高級車に採用されにくい傾向がある。横置きエンジンの場合、車体の曲げ方向に働く振動（エンジンによる振動やスナッチ）を抑えることは難しい。しかし、近年普及した電子制御エンジンマウントは振動の減少に大きく貢献している。
極一部で縦置きエンジンの前輪駆動車も存在するが、メリットである車内空間の広さを失ってしまう、エンジンの回転軸と駆動輪の回転方向がそれぞれ異なり、動力の伝達効率が悪いという理由で採用例は少ない。
また、乗用車で直列6気筒以上のエンジンを横置き配置する場合はスペースの面から実用上の制約が伴う。

## 歴史

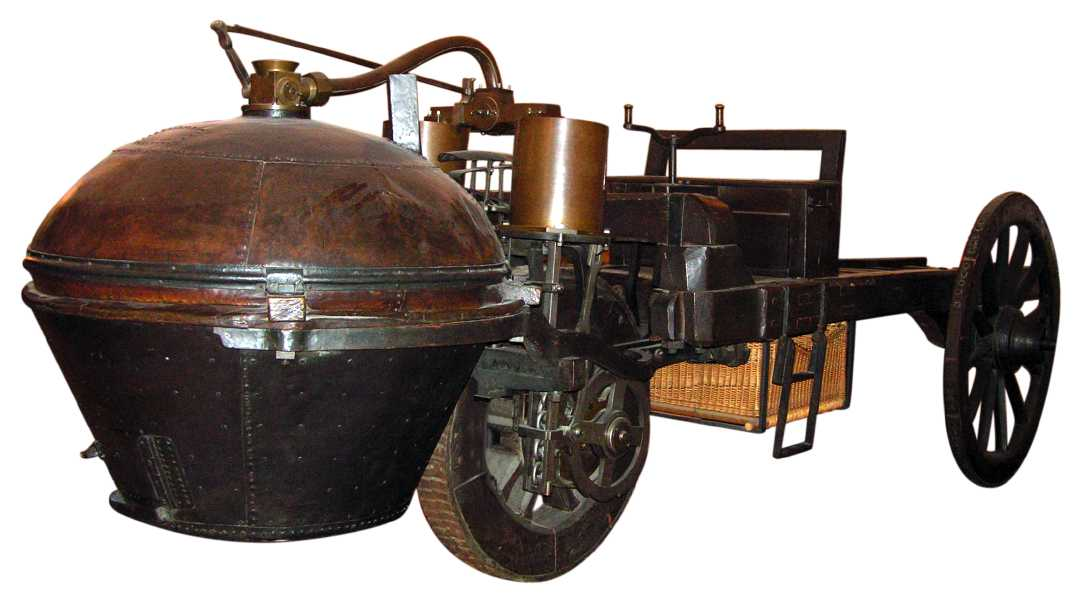
キュニョーの砲車

最初の前輪駆動といえる車は、1769年に作られた世界初の自動車でもあるキュニョーの砲車であった。キュニョーの砲車は前1輪・後2輪の三輪自動車で前部に動力源（蒸気機関）を持ち前輪を駆動した。
この当時はそもそも比較する対象がなかった（世界最初の自動車のため、参考とすべき他の方式が存在しなかった）ために前輪駆動・後輪駆動という概念自体が存在しなかったが、キュニョーが駆動・操舵系を前方に集中させた意図は、当時の荷車同様に固定2輪とした後部車台上に大砲を搭載するためであり、前輪駆動のメリットの一つであるスペース効率が当時からすでに企図されていたとも言える。このため、前輪駆動は自動車の歴史の中でもっとも古い駆動方式であるが、後輪駆動に比べて技術的な障害が多く、蒸気自動車やその後の内燃機関式自動車ではなかなか主流になり得なかった。
自動車が本格的に普及し始めた19世紀末はプロペラシャフトの自在継手に関する技術がまだ未発達で、旋回時に舵角の付いた前輪に円滑に駆動力を伝達する手段が乏しかった。1950年代までの前輪駆動車は、後輪駆動方式のプロペラシャフトにも使われる十字型ジョイント（カルダンジョイント）を2つ組み合わせた「ダブルカルダン・ジョイント」や、その圧縮形態である「トラクタ・ジョイント」「L型ジョイント」で対応していたが、それらはいずれも耐久性や円滑性の面で不完全であった。金属ボールをジョイント内に複数個配置し、ボールの面接触を利用することでジョイントが屈曲しても駆動力を等速伝達できるようにした「ボール・ジョイント」の着想自体はすでに1920年代から現れており、1930年代には「ワイス・ジョイント」「ツェッパ・ジョイント」などとして実用化されていたが、精密加工を必要とするため極めて高価で採用は一部の高級車に限られ、生産性や耐久性にも課題を抱えていたことから普及には至らなかった。
このため、初期の前輪駆動車はジョイント技術の発達が普及の条件であった。その改良は、むしろ前輪駆動車よりも先行して普及した、後輪駆動構造を基礎とするパートタイム型四輪駆動車の前輪用ジョイントの改良発展によって助けられた面がある。
前1輪のオートバイや三輪自動車では、小型のガソリンエンジンを直上に搭載し、チェーン駆動や車輪を直接ローラー駆動する軽便ながら原始的な前輪駆動の事例が20世紀初頭から現れているが、エンジンの大型化や振動面で制約が多く、後輪駆動のオートバイや三輪車に対して優位を得られなかったために実用例はごく小型・低出力の車種に限定され、傍系の技術に留まっている。

### 初期の前輪駆動車

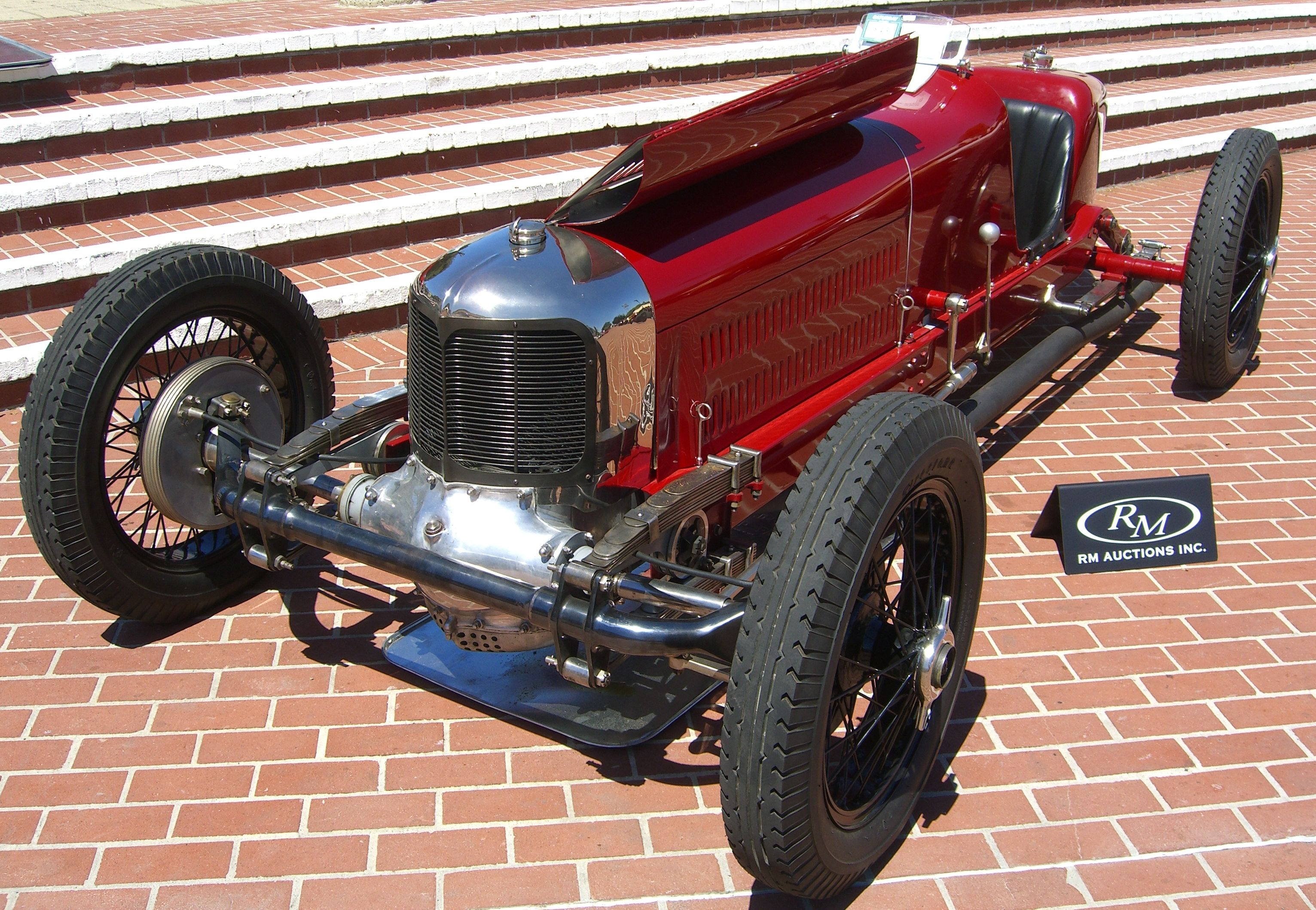
ミラー・レーサー

20世紀初頭、後の第一次世界大戦後に高速戦車開発で成功を収めるアメリカ合衆国の発明家ジョン・W・クリスティーが、ガソリン前輪駆動車の開発に先鞭をつけた。クリスティーは1904年以降、約10年間にわたって特異な前輪駆動車の設計に取り組み、1905年のヴァンダービルト杯、1906年のフランスグランプリなど、初期の大レースにも盛んに参加した。クリスティーの前輪駆動車は巨大なV型4気筒エンジンを車両前部に横置きし、そのエンジンのクランクシャフト両端にクラッチを介して直接左右の前輪を接続するという、変速機も搭載しない極めて粗野な構造であった（ただしスライディングピラー式前輪独立懸架付きであった）。最大で排気量19,981 ccにも及んだ大出力エンジンによって高速走行を実現したが、操縦が難しく、クリスティー本人も含む運転者の重傷事故が多発し、死者も出ている。
その後、クリスティーは1909年に市販を企図したタクシー向けの前輪駆動車を開発した。それははるか後年のジアコーサ方式にも似た、エンジンとトランスミッションを横置きで直列配置し、真下の前車軸に動力伝達する手法を採用、前輪独立懸架も採用していた。さらに1912年には、既存の馬匹牽引式蒸気消防車の前方に前輪駆動の走行ユニットを組み付けるタイプの自走消防車も開発した。しかしクリスティーの開発した各種の野心的な前輪駆動車は、当時の技術水準に対して着想が高度すぎた上に商業的にも高価で、いずれも成功しなかった。クリスティーは第一次世界大戦中に戦車の開発に注力するようになり、前輪駆動車の開発からは離れいった。
1920年代には、変速機と差動装置を一体化したトランスアクスルを備えるより現実的な前輪駆動車が出現した。四輪自動車の前輪駆動に関する理論的な解析は概して乏しい状態であったが、感覚的に「後輪による推進よりも、前輪による牽引の方が安定性に優れているであろう」と考えた技術者たちが、レーシングカーに前輪駆動を導入していた。1925年から1926年にかけて、アメリカの自動車設計者であるハリー・ミラーによる1.5 L 8気筒エンジンの「ミラー・レーサー」と、フランスの技術者ジャン＝アルベール・グレゴワールおよびピエール・フナイユ (Pierre Fenaille) による1.1 L 4気筒エンジンの「トラクタ・ジェフィ (Tracta Gephi)」が世に送り出された。いずれも低重心シャーシと過給器付き高性能エンジンとの組み合わせで潜在能力は高く、前者はインディ500で数年間にわたって上位入賞、後者はル・マン24時間レースに1927年は設計者自身の手で完走、1930年には1,100 ccクラスの1位2位入賞を達成するなど、サーキットで優れた成績を収めた。

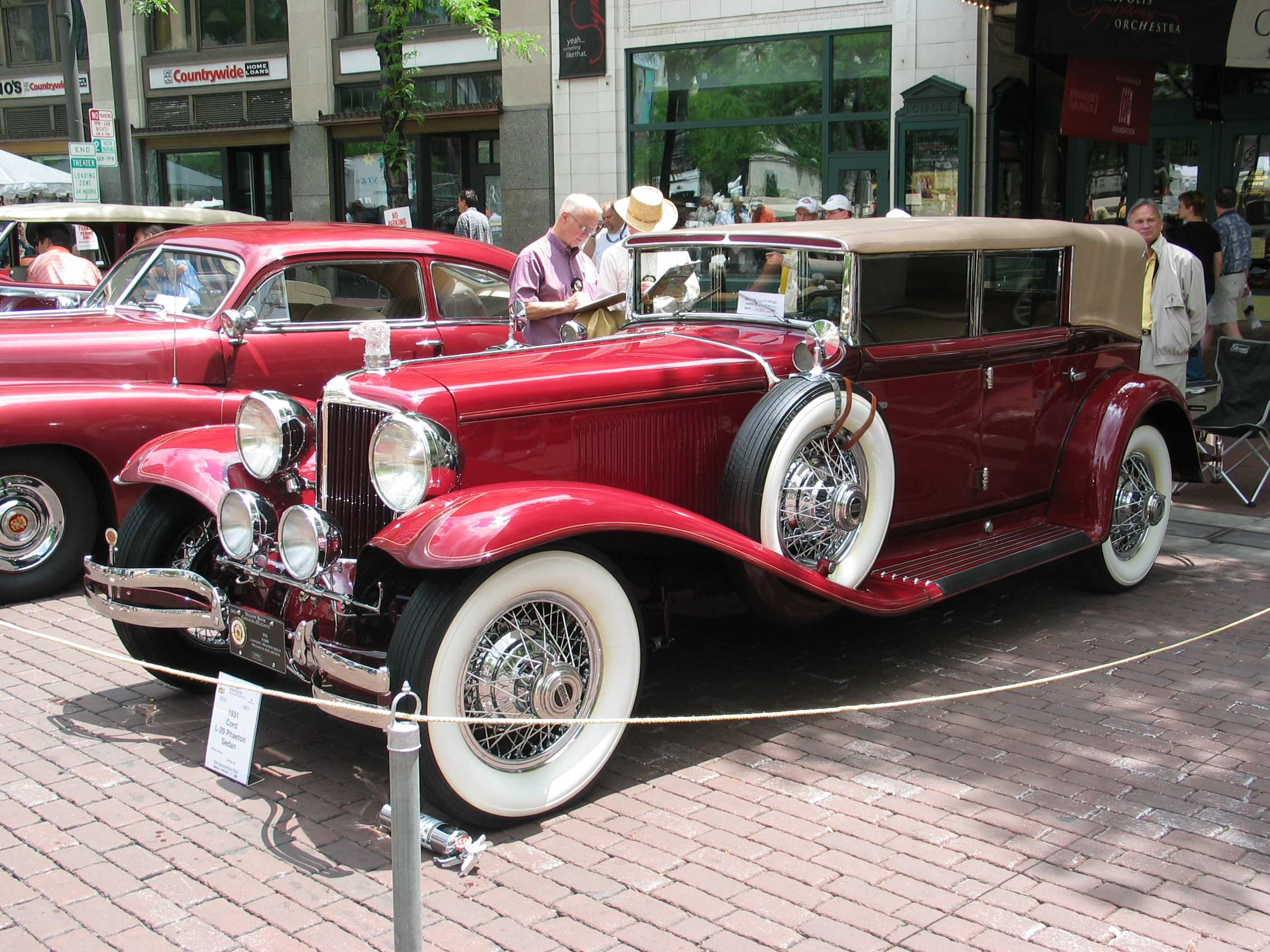
コード・L29

この実績を活かして、ミラーは自動車ディーラーのエレット・ロヴァン・コードの依頼で大型高級車「コード・L29」（1929年）を、グレゴワールは「トラクタ」の市販モデル（1927年）をそれぞれ開発したが、いずれも少量生産に終わっている。
F1の前身となるグランプリレースにも、英国のアルヴィス・カーが1927年英国グランプリに前輪駆動車を2台エントリーさせたが、マシントラブルによりどちらも出走できなかった。
時を同じくして、ミラーの成功に刺激されたアメリカの大手自動車メーカーが前輪駆動方式を検討するようになるが、ジョイントの問題から頓挫した。
これらを含めて第二次世界大戦以前に開発された初期の前輪駆動車の多くが商業的・技術的に成功しなかったのは、前輪を駆動するジョイントが円滑性・耐久性の面で未熟であったことや、前輪を車体最先端に置き、エンジンはそれより後方に縦置きするという、同時代の後輪駆動車に影響されたレイアウト（いわゆるフロントミッドシップ）を採用しており、駆動輪の荷重不足で十分な駆動力を得られなかったためである。これは発進時や登坂路において顕著な問題となった。前車軸が車体最先端に位置したコード・L29の場合、前後輪の荷重比率は38:62で、駆動輪である前輪荷重の不足が甚だしかった。また、ジョイントの制約から回転半径も大きくなった。
これらとは別に、1920年代のアメリカでは前輪駆動が主となるフォークリフトの開発・普及が始まった。また1920年代初めの英国で前輪駆動車ターレットトラックの祖と唱える説があるリスター・オートトラックが誕生している。また1920年にオーストラリア人アーサー・クリフォード・ハワード(Arthur Clifford Howard)により耕耘機の特許が取得され、1922年のオーストラリア自動耕耘機製造会社(Austral Auto Cultivators Pty Ltd)の設立を機に世界への普及が始まり、まもなく耕耘機に簡易トレーラーを接続する前輪駆動車形態が生まれ今日に至っている。

### 前輪駆動車の普及へ

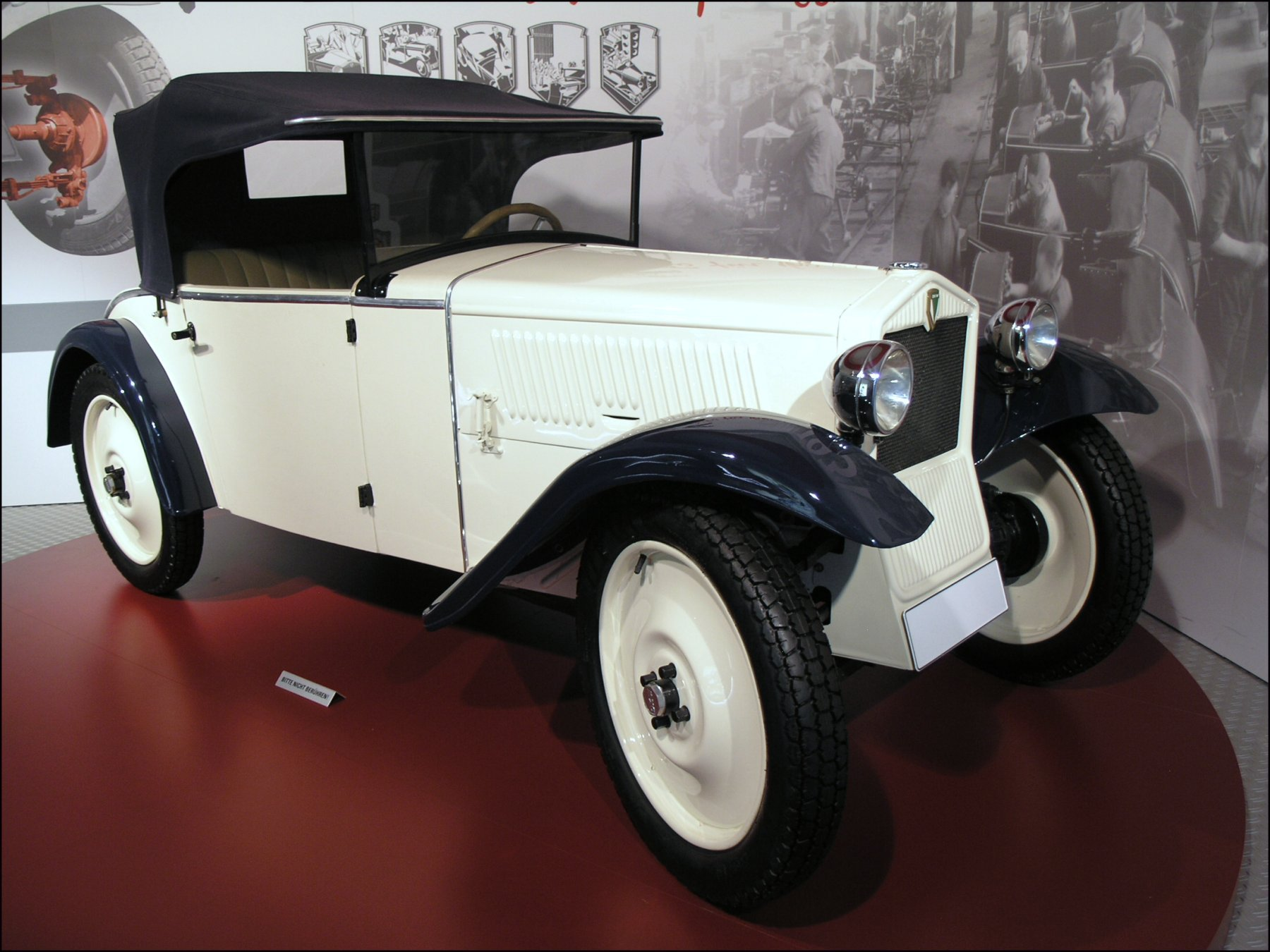
DKW・F1

大衆向けの量産前輪駆動車は、1931年にドイツで開発された500 ccエンジン搭載の「DKW・F1」がその嚆矢となった。DKWの成功に続いて、アドラーも1932年発売の小型車「トルンプ」で前輪駆動を採用。1933年にはDKWと同じアウトウニオン・グループのアウディから、前輪駆動の中型車アウディ・UW 220が発売された。リアエンジンが流行していた当時のドイツであったが、アウトウニオンとアドラーは小型車での前輪駆動に傾倒し、他方では1949年のサーブ・92や1957年のトラバントなど、社会主義国のメーカーにも影響を与えた。

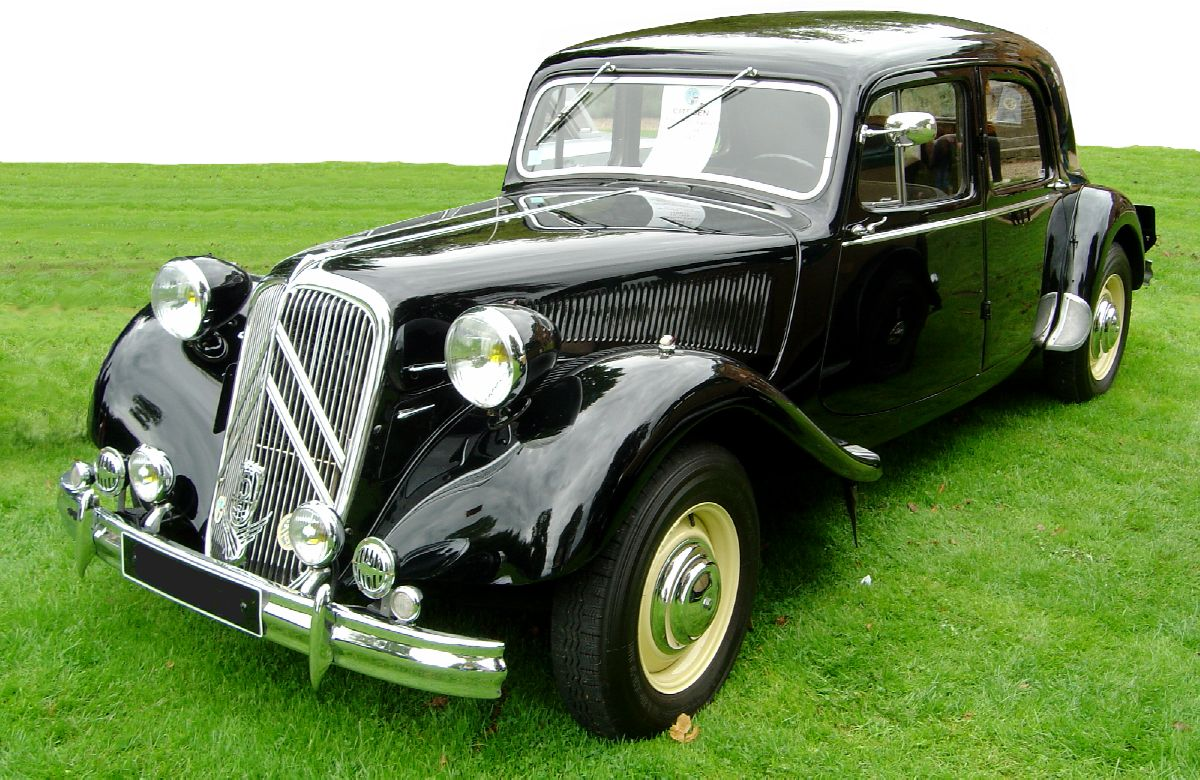
シトロエン・トラクシオン・アバン

ドイツでのトレンドはフランスにも飛び火した。1934年にシトロエンから発表された中型車トラクシオン・アバン（フランス語で「前輪駆動」の意味、正式な車名は「7CV」）は、従来同様の縦置きエンジン車ではあったが、前輪駆動のメリットを最大限に生かし、全金属車体の軽量低床構造などの先進設計も導入して高性能を達成、1957年まで長く生産された。第二次世界大戦以前の前輪駆動車としては最も成功した事例と言える。以後シトロエンは前輪駆動の先駆メーカーとして、ほとんどの車種に前輪駆動を採用する当時としては稀有なメーカーへと変貌していった。
また、パナール社やDB社が、軽量・コンパクトなボディを活かした前輪駆動のスポーツカーやレーシングカーを次々に開発しており、一定の成功を収めている。
同時期、後輪駆動車にも共通して、車両前方に50%かそれ以上の荷重をかけて直進安定性を高めるアンダーステア型の重量配分が普及するようになり、小型前輪駆動車ではエンジンを前車軸上や前車軸前方へのオーバーハングに配置して駆動力不足を克服する傾向が生じた。1955年のシトロエン・DSでは、前輪荷重比率を70%近くにまで高めて十分な駆動力を確保したほか、1960年代に富士重工業（現・SUBARU）が前輪駆動の導入に向けた研究を開始した際には、実車を用いた試験によって「前輪荷重比率60%程度以上を確保できれば、後輪駆動車と遜色ない実用駆動力が得られる」ことを確認している。
これによって第二次世界大戦後に至り、ヨーロッパの小型乗用車を中心に、引き続き等速ジョイントの性能問題を抱えながらも徐々に前輪駆動が広まっていった。

### 横置きエンジン

#### イシゴニス方式と等速ジョイント

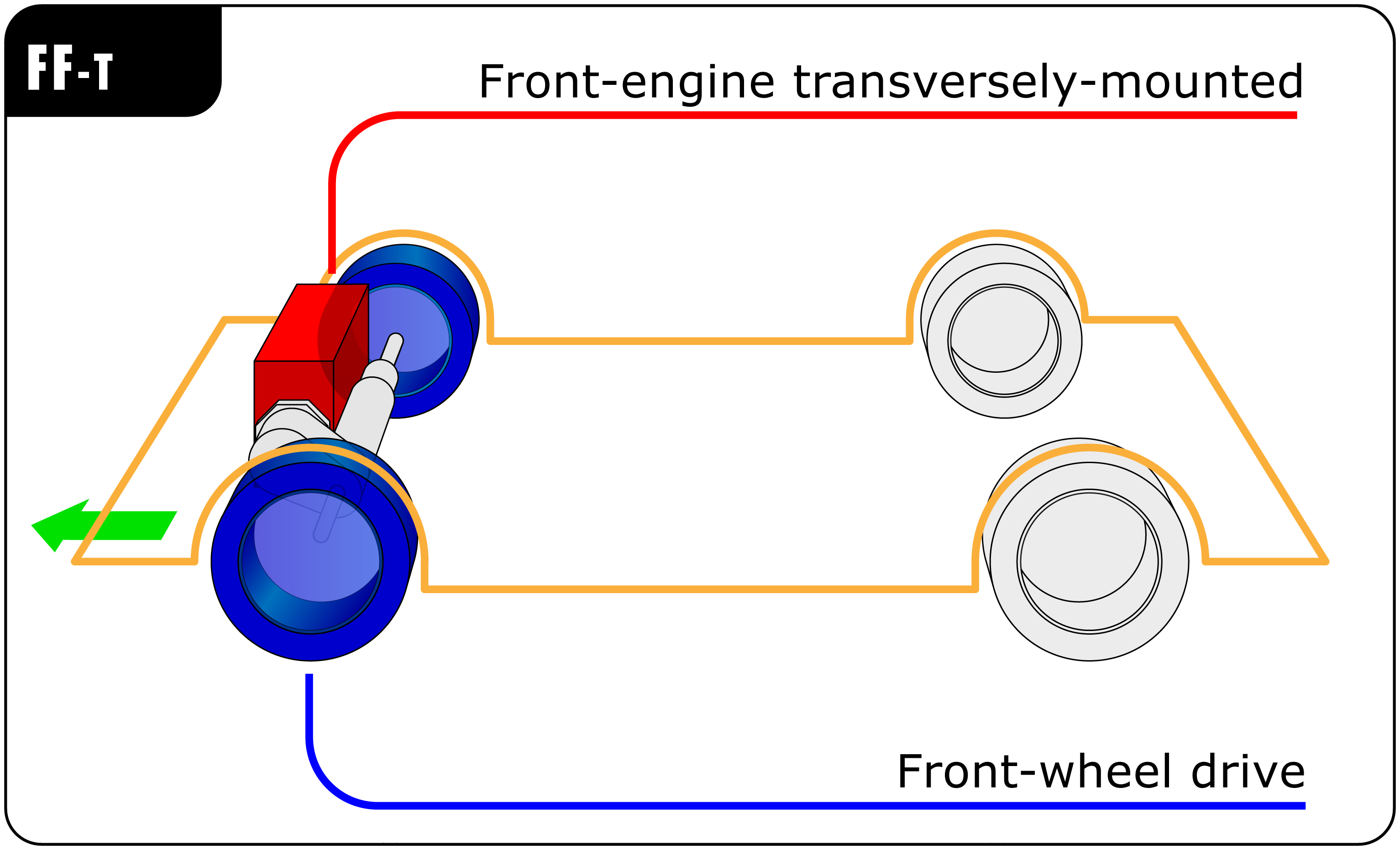
横置きエンジンによる前輪駆動の概念図

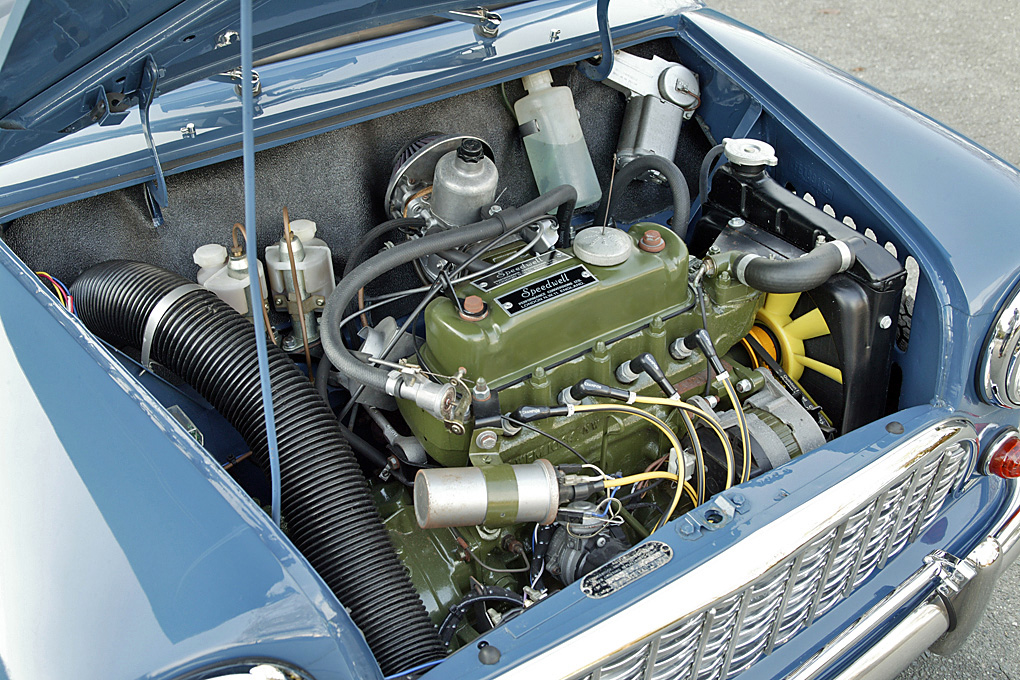
横置きエンジン構造を採用したミニのエンジンルーム

世界の大衆車に前輪駆動が広く普及するきっかけを創ったのは、1959年に発表されたイギリス・BMCのミニとされる。それまで前輪駆動は縦置きエンジン配置が主流であったが、ミニは横置きエンジン配置とし、その下にトランスアクスルを置いて二層に配置する方式を採用した。この横置きエンジンによる二層構造は、開発者アレック・イシゴニスの名を採ってイシゴニス方式と呼ばれる。
ミニがこのような配置を採ったのは、前後長がそれほど短くない既存の直列4気筒エンジンをコンパクトなエンジンルームに納めねばならない制約があったからである。それ以前にも直列2気筒エンジンの前輪駆動車に横置きエンジン配置の先例はあったが、直列4気筒エンジンを横置き配置するという着想は、プロペラシャフトのあるFR車では容易に採用し得ない手法であり、前輪駆動方式に著しいスペース節減効果の可能性があることを実証した。
ミニのブレイクスルーの背景には、等速ジョイントの改良も大きく寄与している。フォード・モーターの技術者であるアルフレート・ハンス・ツェッパが1938年に考案し、その後イギリスのバーフィールド社によって開発され、ミニで採用された「バーフィールド・ツェッパ・ジョイント」は、完全な実用性を備える量産型のボール式等速ジョイントであり、操舵時の大きな屈曲角でも円滑に駆動力を伝えることができ、長年にわたる前輪駆動車の課題を克服するものとなった。
ミニのバーフィールド・ツェッパ・ジョイントは条件の厳しい車輪側で採用されたものであり、車体側（差動装置側）には従来のカルダン・ジョイントや、不等速型ながら車体側に使用する場合は一応の実用水準を持った三叉型の「トリポッド・ジョイント」が用いられていた。それらを性能面で上回り、差動装置側での使用に適した柔軟性を持つボール式等速ジョイントは、バーフィールドの原案に基づいて日本の東洋ベアリング（現NTN）が「ダブルオフセット・ジョイント」(DOJ) として実用化した。これは1966年のスバル・1000向けで初めて採用されている。
これらのボール式等速ジョイントの改良はさらなる前輪駆動車の普及に貢献し、1960年代の欧州車を皮切りに、急速に世界の自動車メーカーが多くの小型車を前輪駆動化した。この頃生まれた前輪駆動車に、プジョー・204/304、ルノー・5、ランチア・フルヴィア、日産・チェリー、マツダ・ルーチェロータリークーペなどがある。

#### ジアコーサ方式

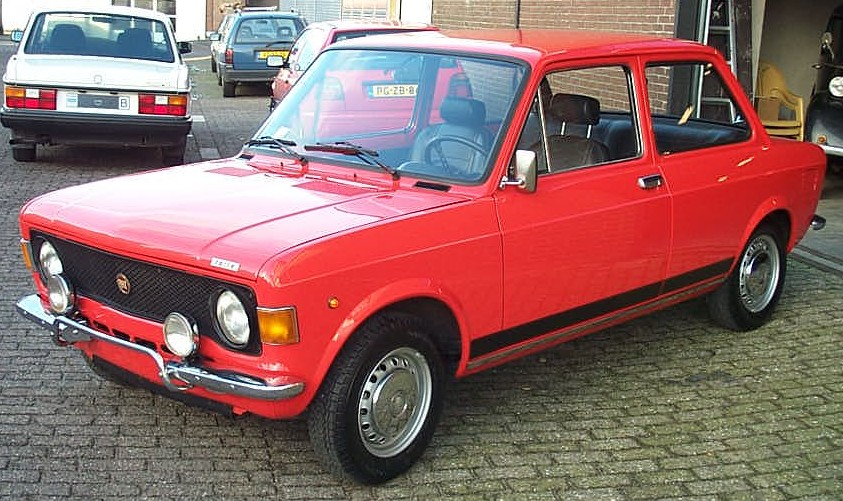
ジアコーサ方式を採用したフィアット・128

ここから更に一段飛躍し、1969年発表のイタリアのフィアット・128は、トランスミッションと直列4気筒エンジンを一直線に繋ぎ横置きするという方式を採用した。こちらも開発者ダンテ・ジアコーサの名を採ってジアコーサ方式と呼ばれる。
この方式は、最初から横置きを前提とした長さ（幅）の短いデフ一体型のトランスアクスルを新たに開発する事で可能になったものである。イシゴニス方式よりも設計の自由度が高く、低コストな前輪駆動方式の決定的なシステムとなった。現在では多くがフィアット・128に倣ったジアコーサ式の横置きレイアウトを踏襲している。
このジアコーサ式を用いて、フォルクスワーゲンはゴルフ/ポロ/シロッコ、ホンダはシビックやアコードなど、現在まで続く著名な前輪駆動車を次々に世に送り出した。特にゴルフの大ヒットの影響は大きく、以降の中型クラスまでのセダン・ハッチバックの前輪駆動化の流れを決定的にした。

### 縦置きエンジン

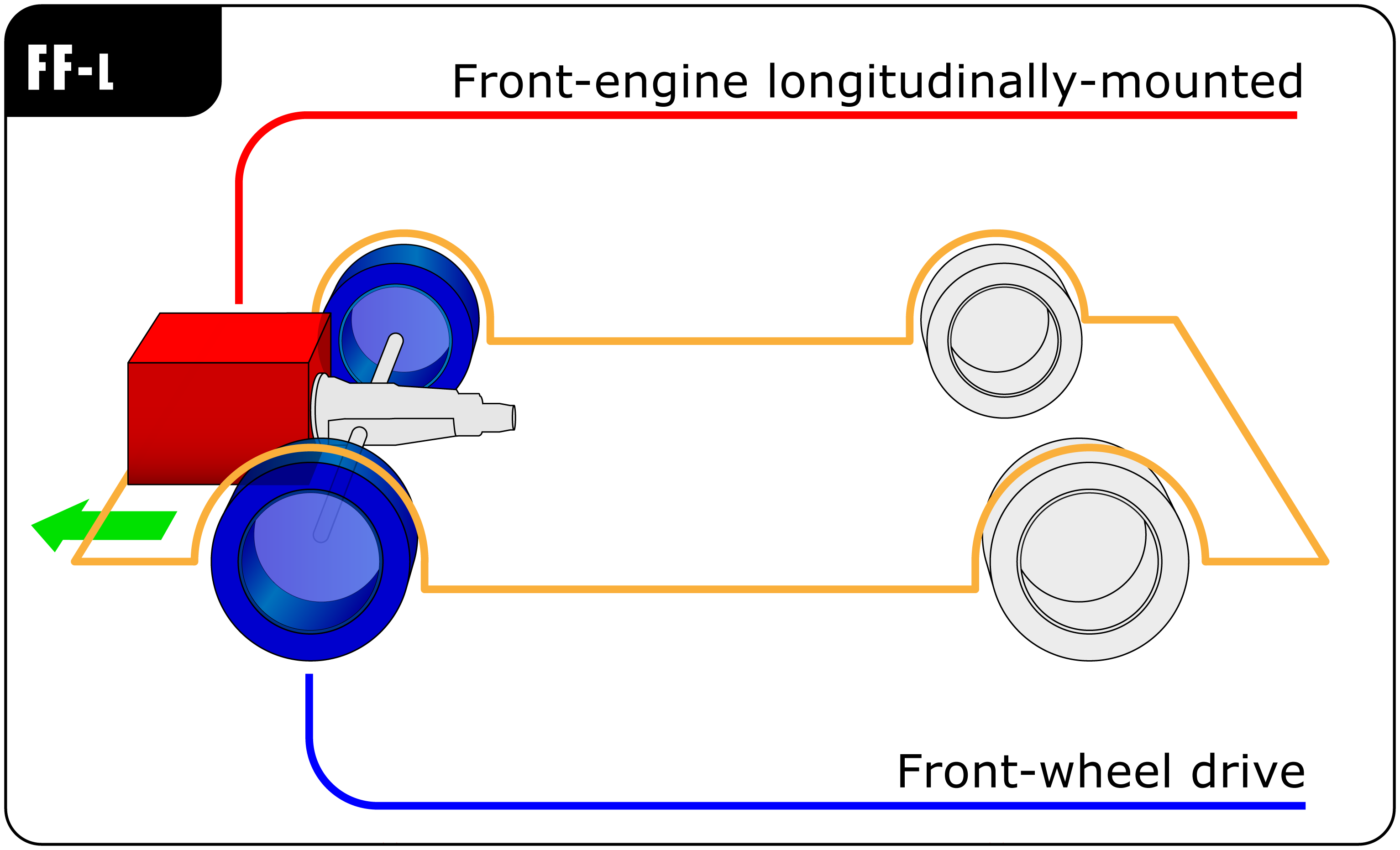
縦置きエンジンによる前輪駆動の概念図

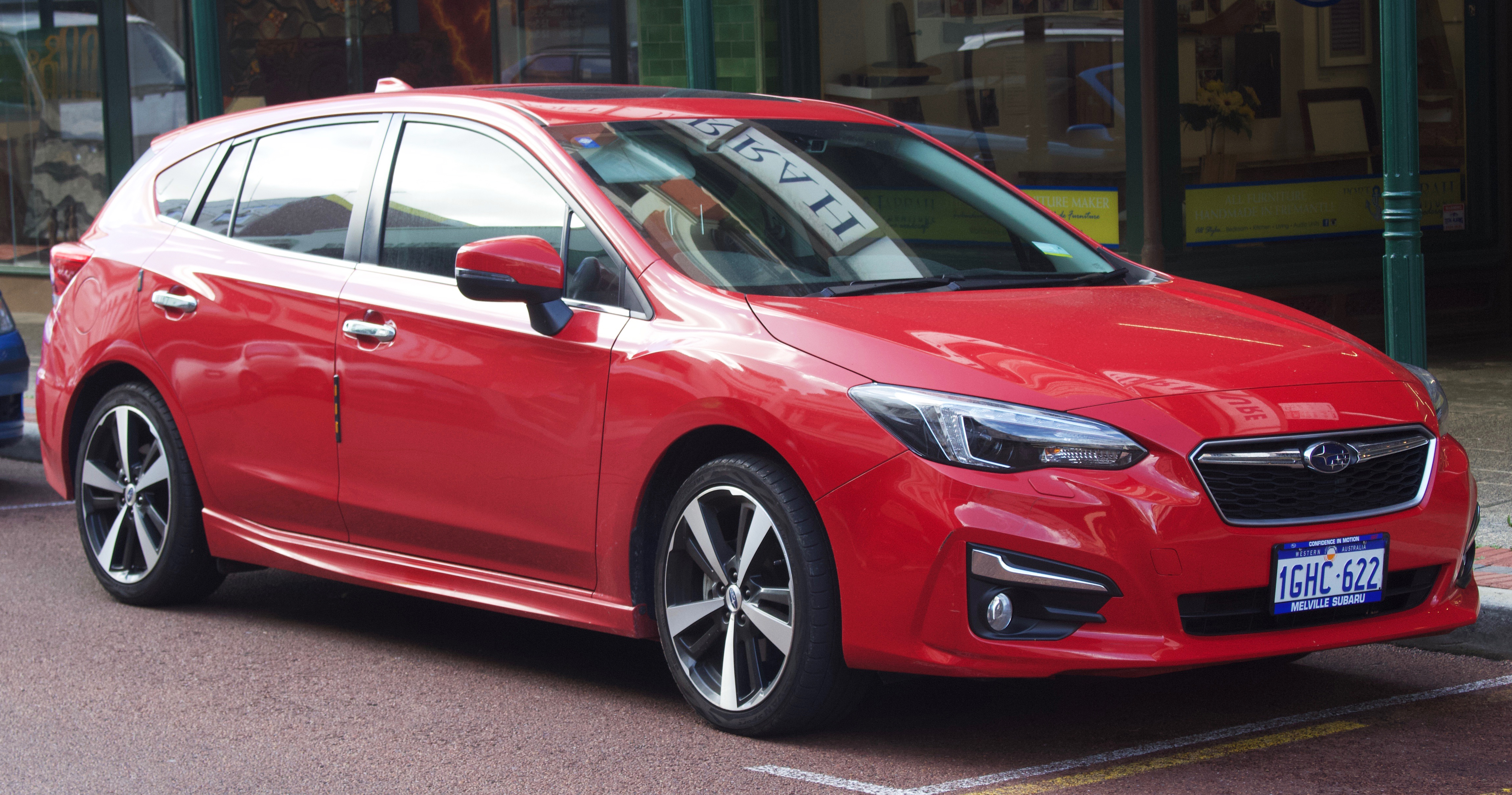
スバル・インプレッサ
水平対向エンジンを縦置きで搭載する

横置きが主流となる中で縦置きレイアウトにこだわり続けるメーカーも存在し、アウディ（一部はフォルクスワーゲンとしても販売）とSUBARU（旧・富士重工業）がよく知られている。両社は四輪駆動車を付加価値としているため、四輪駆動化が容易な縦置きレイアウトを積極的に採用しているものである。両社ともエンジンの後方に前車軸を跨ぐようにしてトランスアクスルを配置するレイアウトを採っているが、このような構造は後輪駆動車をベースに四輪駆動としたものと比較して、独立したフロントデフケースおよびトランスファーとフロントデフを連結するプロペラシャフトを必要としない為、部品点数を少なくできるメリットも存在する。
過去にはトヨタ自動車（上述のターセル及びコルサ）、ルノー、サーブ・オートモービルなどが1980年代前半まで縦置きの前輪駆動車を製造していたが、それらの車種もその後継車種ではすべて横置きレイアウトに変更された。

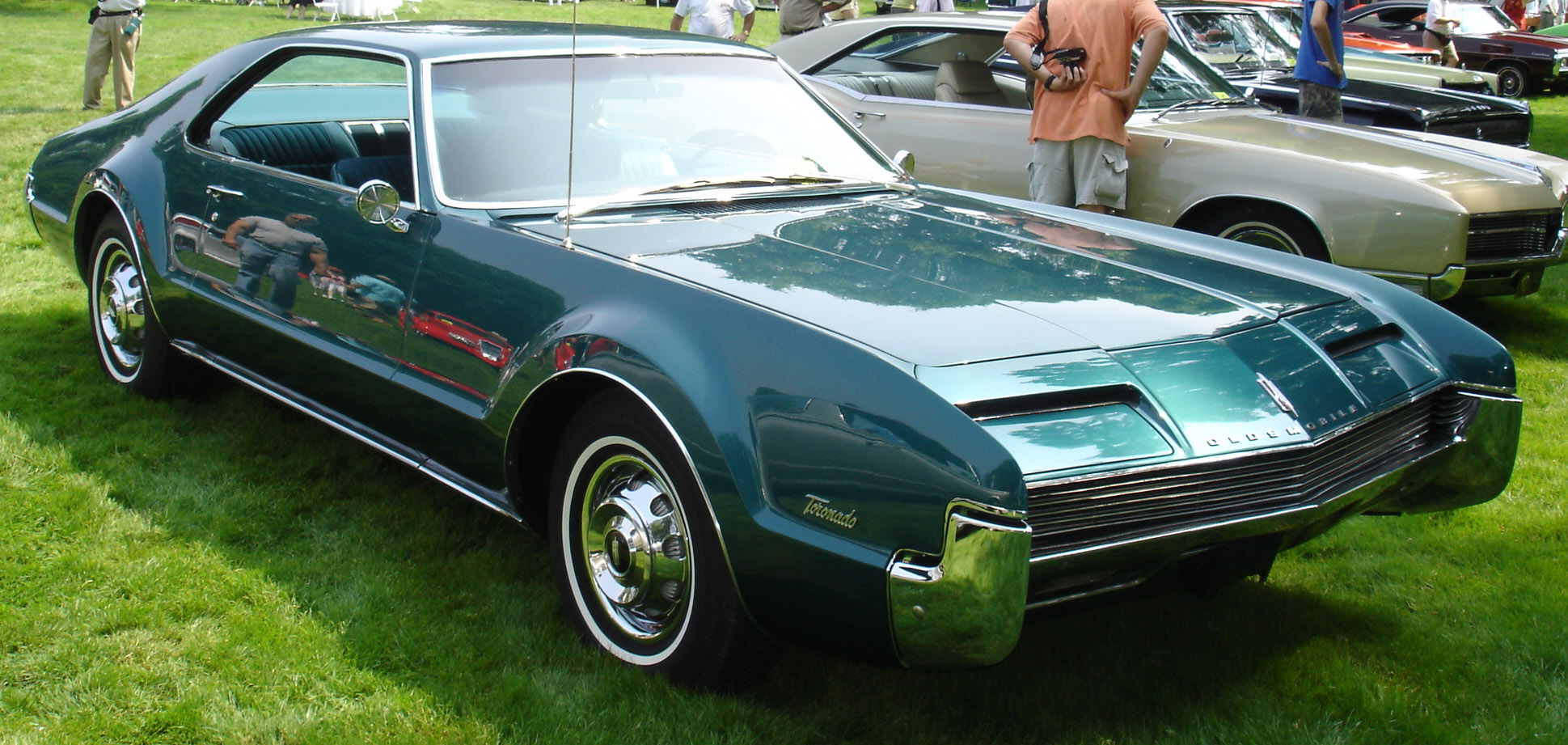
1966年式オールズモビル・トロネード

アメリカ車では1966年のオールズモビル・トロネードが、V型8気筒エンジンとトランスミッションを平行に配置して縦置きするユニタイズド・パワーパッケージと称する手法を採用した。エンジンとトランスミッション間の駆動力は大容量の特殊なチェーンドライブにて伝達され、トランスミッションに直付けされたフロントデフにより前車軸へ駆動力が伝達される。この方式は、ゼネラルモーターズ内の他部門における後輪駆動車向け量産オートマチックトランスミッション（AT）を、内部構造はほぼそのままに流用できるという利点があった。トロネードはAT専用車とすることでチェーンドライブ部分の構造を簡素化し、後輪駆動車より遥かにコンパクトなパワートレインの実現に成功した。同様の構造は1973 - 78年のGMC・モーターホーム、1967年以降のキャデラック・エルドラド、1979年以降のビュイック・リヴィエラでもほぼそのままの形で採用され、トロネードのエンジンが横置き式に変更される1986年まで存続していた。

### リアサスペンションの進化によるハンドリングの改善
前輪駆動の登場当初からトルクステアやタックインの運転特性は問題視されていたが、フロントに比べてリアのサスペンションの設計が軽視されがちであったことが、前輪駆動の運転特性の問題を複雑なものとしていた。初期の前輪駆動車の後輪に採用例が多かった車軸懸架やトレーリングアーム式サスペンションは、高速旋回中にアクセルを抜かずにステアリングの舵角を増し続けると、後車軸が受動的にトー・アウト側に向いてスピンを誘発するリバース・ステアを引き起こしやすく、リバース・ステアとタックインの双方の特性で、初期の前輪駆動車は非常に癖の強い運転特性をドライバーに強いることとなった。リバース・ステアはコンプライアンスステアの一種であり、ワットリンク等のリンク式サスペンションや、セミトレーリングアーム式サスペンションを採用する後輪駆動車でも既によく知られた問題であった。

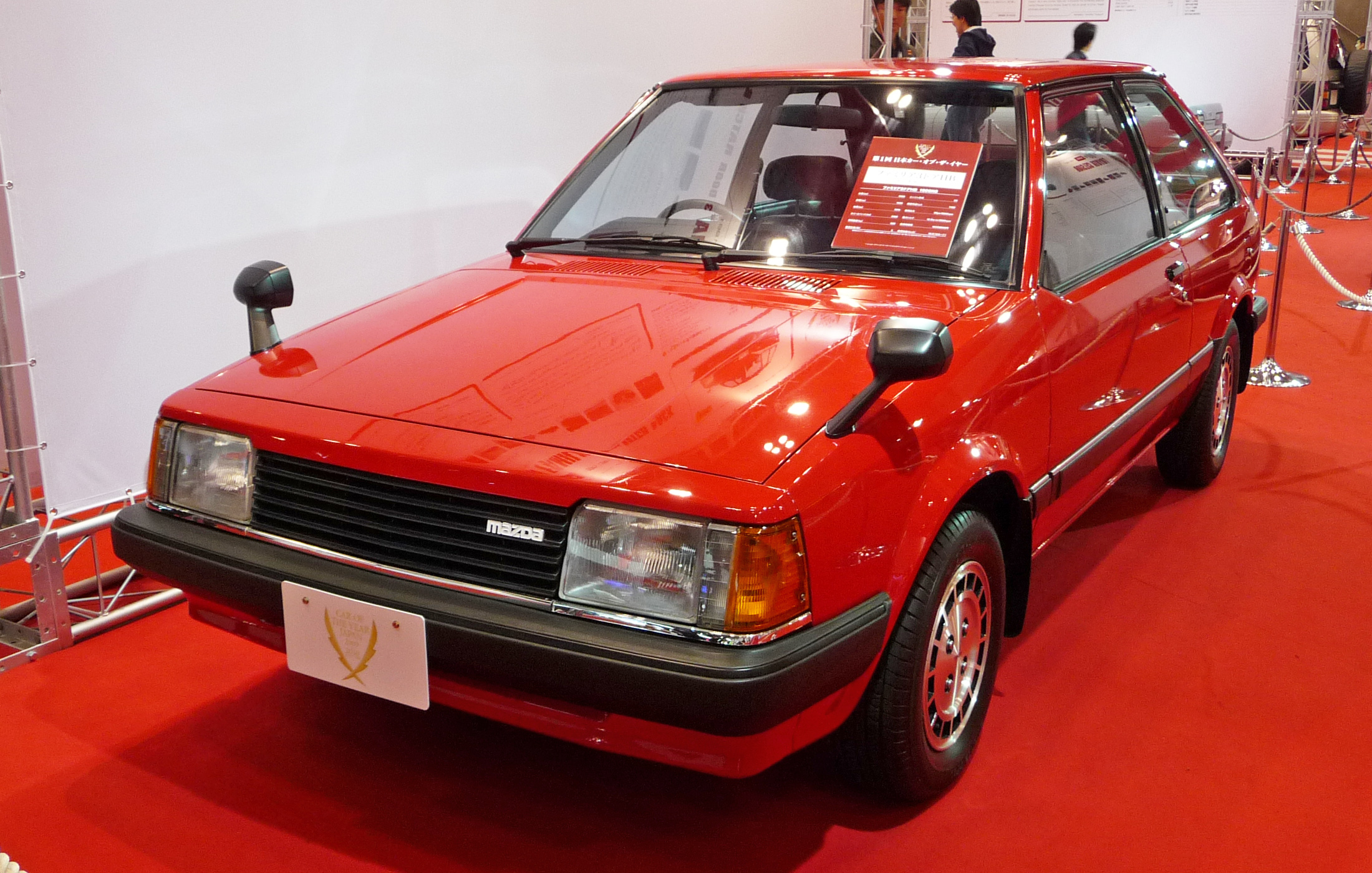
BD型マツダ・ファミリア

この問題が抜本的に解決に向かっていく切掛となったのは、1980年のBD型マツダ・ファミリアに採用されたセルフ・スタビライジング・サスペンション（SSサスペンション）の登場であった。SSサスペンションは台形のリンクアームが用いられたストラット式サスペンションであり、旋回時や制動時に後輪をトー・イン側に積極的に変化させる特性が持たせられ、それまでの前輪駆動車につきものだったタックインやリバース・ステアを大幅に抑え込むことに成功した。このような受動的な後輪操舵はパッシブ・リアホイール・ステアリング (PRS) と呼ばれており、BD型ファミリア以前にはイギリス・フォードの1966年式フォード・ゼファーマークIVや、1978年のポルシェ・928で採用されたヴァイザッハ・アクスルが知られていたが、SSサスペンション以降、前輪駆動車を開発する他メーカーでもトーションビーム式サスペンション等へのPRSの概念の導入や、トレーリングアームにおけるロールセンターやアームの二面角の研究が進んでいき、前輪駆動車の運転特性の改善とその普及に大きく貢献した。

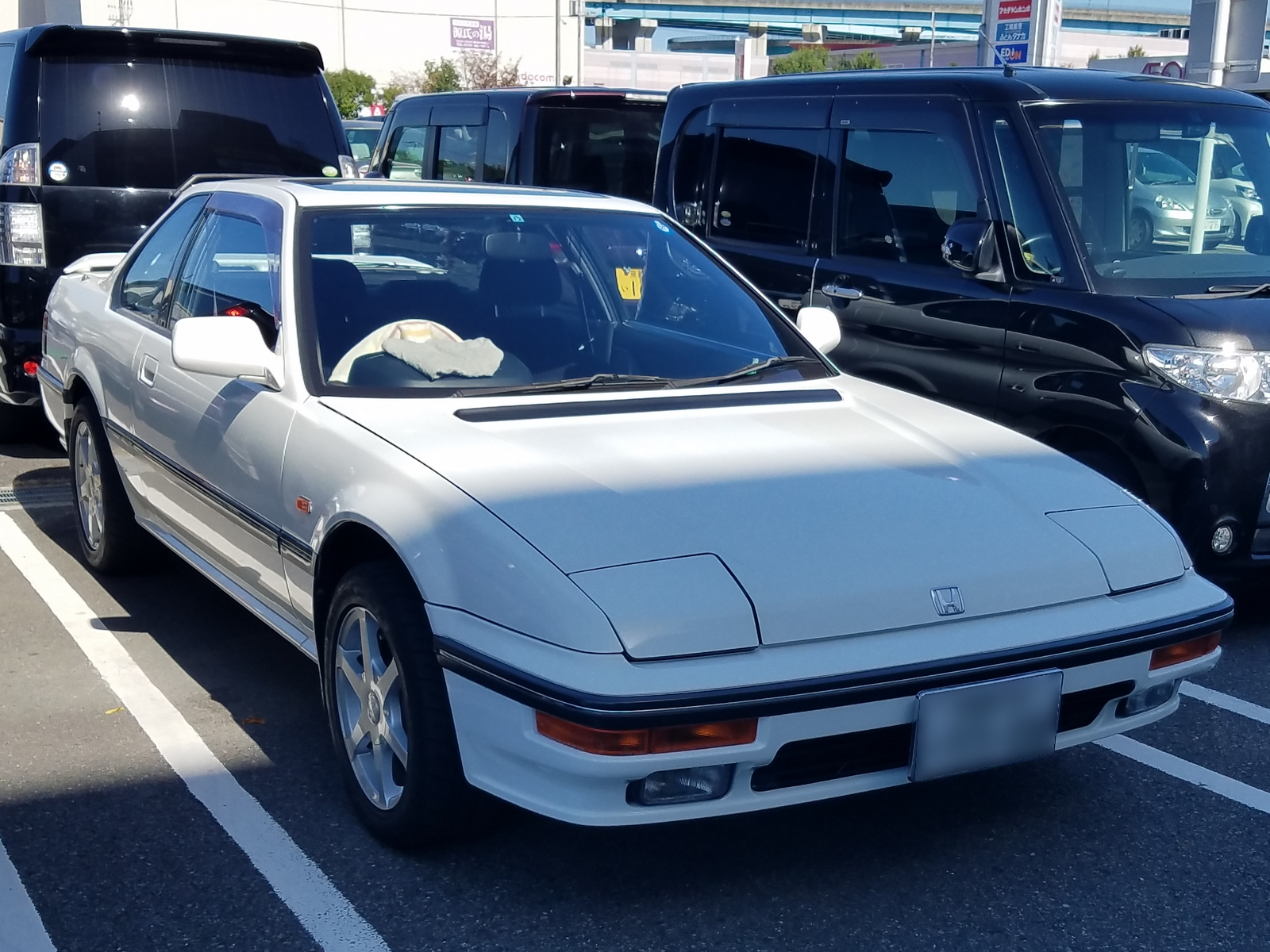
BA5型ホンダ・プレリュード

こうした流れから1980年代中期には、後輪を能動的に操舵するアクティブ4WSによって、前輪駆動車の更なる運動性の向上が模索された。1983年、マツダはコンセプトカーの「MX-02」で低速時に逆位相側のみに操舵する電動式4WSを発表、1987年に油圧式パワーステアリングと連動して電子制御される電動式4WSとして、GD/GV型マツダ・カペラに搭載された。同年、ホンダがBA5型ホンダ・プレリュードにて前輪と後輪の操舵機構が機械的に完全連動した機械式4WSを採用。三菱やトヨタは4WSにアクティブサスペンションを組み合わせ、タックインを機構的に抑止する技術的な試みを行った。またL220S型ダイハツ・ミラは軽自動車で唯一機械式4WSを採用したり、いすゞ自動車は1991年にニシボリック・サスペンションによって、可動角度を大きくしたPRSのメカニズムで「アクティブ4WS+アクティブサス」が目指した後輪操舵の再現を狙うなど、各社がこぞって技術を投入した。しかしアクティブ4WSは本質的に高価で複雑な機構であった事もあり、2000年代までにはおおむね採用する車種は無くなった。
結局主流として生き残ったのは、簡易かつ低コストに横剛性を確保できて、車内空間も幅広く取れるトーションビーム式であった。1970年代からトーションビーム式はしばし用いられてきたが、前述の通りPRSの思想を取り入れつつ1980年代にビームアクスル式、1990年代にカップルドビーム式へと姿を変えながら発展を遂げ、良質かつ安価な前輪駆動車の量産に大きな役割を果たした。またダブルウィッシュボーン式も、シャシー開発技術の進捗や前輪駆動の高価格帯への普及（後述）と共に用いられるようになっていった。

### 大衆車への普及と高級車への波及

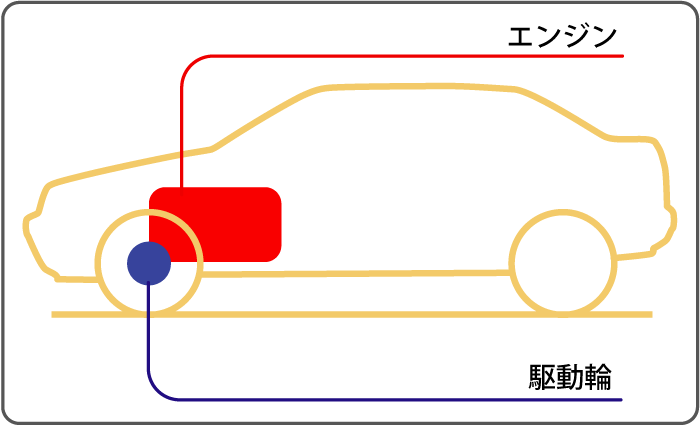
FFミッドシップ方式の概念図

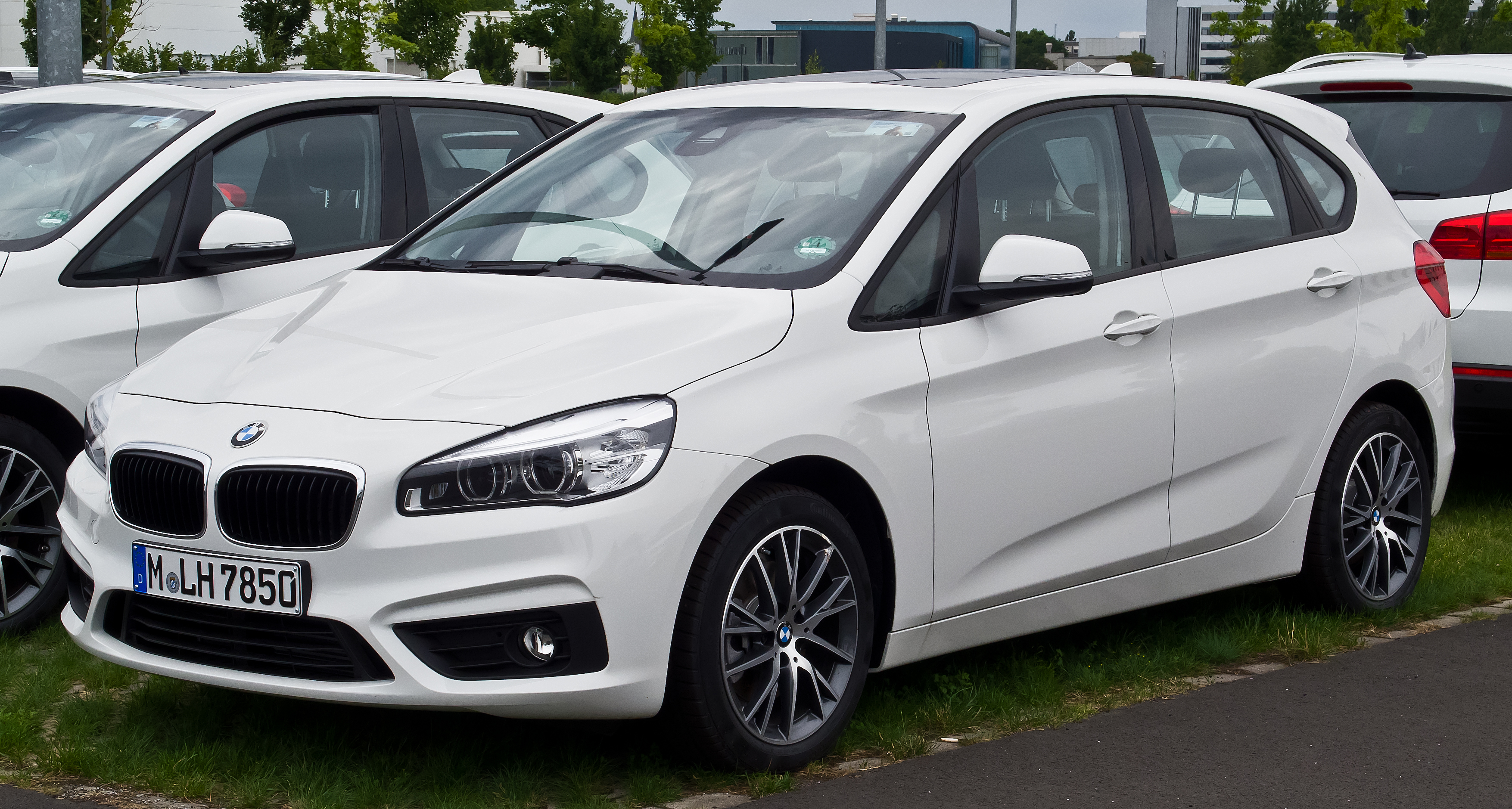
BMW・2シリーズ アクティブツアラー
BMW史上初の前輪駆動車

オイルショック以降の省燃費志向や燃費規制の強化、実用性重視の風潮を背景に、前輪駆動は小型車の主流となっている。日本国内では本田技研工業（ホンダ）が、創業者本田宗一郎の提唱するMM思想（マンマキシム・メカミニマム、人のためのスペースは最大に、メカのためのスペースは最小に）の一環として、乗用車はもちろんスポーツモデルやハイエンドの高級車でも積極的に前輪駆動を採用した。ホンダ初の前輪駆動車である1967年のN360は横置きレイアウトだったが、1989年に発売したアコード・インスパイアでは、あえて当時既に珍しくなっていた縦置きレイアウト（FFミッドシップ）を採用した。その後レジェンドなども同様のレイアウトを採用したが、「#初期の前輪駆動車」項で述べた弱点が露呈した事もあって、現在ではすべて横置きに変更されている。
世界最大の市場であったアメリカは2度のオイル・ショックを経た結果、従来のような燃費の悪い大型車やマッスルカーよりも低燃費な小型セダンが大衆に支持されるようになり、1980年代にビッグ3（GM・フォード・クライスラー）が前輪駆動の小・中型セダンの開発に乗り出した。日本国内でも1980年代はトヨタ・カローラ/コロナや日産・サニー/ブルーバード、マツダ・ファミリアなどの長らく後輪駆動だった人気セダンたちが軒並み前輪駆動に切り替わり、21世紀に入る頃には世界中の排気量2,000 ccまでのセダン・ハッチバックはほとんどが前輪駆動となった。また同じプラットフォームを用いて、前輪駆動のクーペも多数製造された。
前輪駆動のネックとされる重量の負担と、駆動力による姿勢変化の難（タックインやトルクステア等）は、同時期に普及の進んだパワーステアリングやサスペンション技術の進歩、タイヤの高性能化など、あらゆる面での技術の進歩によって大きく改善されている。そのため運転の質感も後輪駆動に引けを取らないレベルに近づいており、近年は後輪駆動をアイデンティティの一部としてきたBMWが前輪駆動を採用したり、レクサスが前輪駆動のセダンをラインナップしたりと、高級車のエントリークラスでも前輪駆動は珍しくなくなりつつある。

## モータースポーツ

### サーキットレース

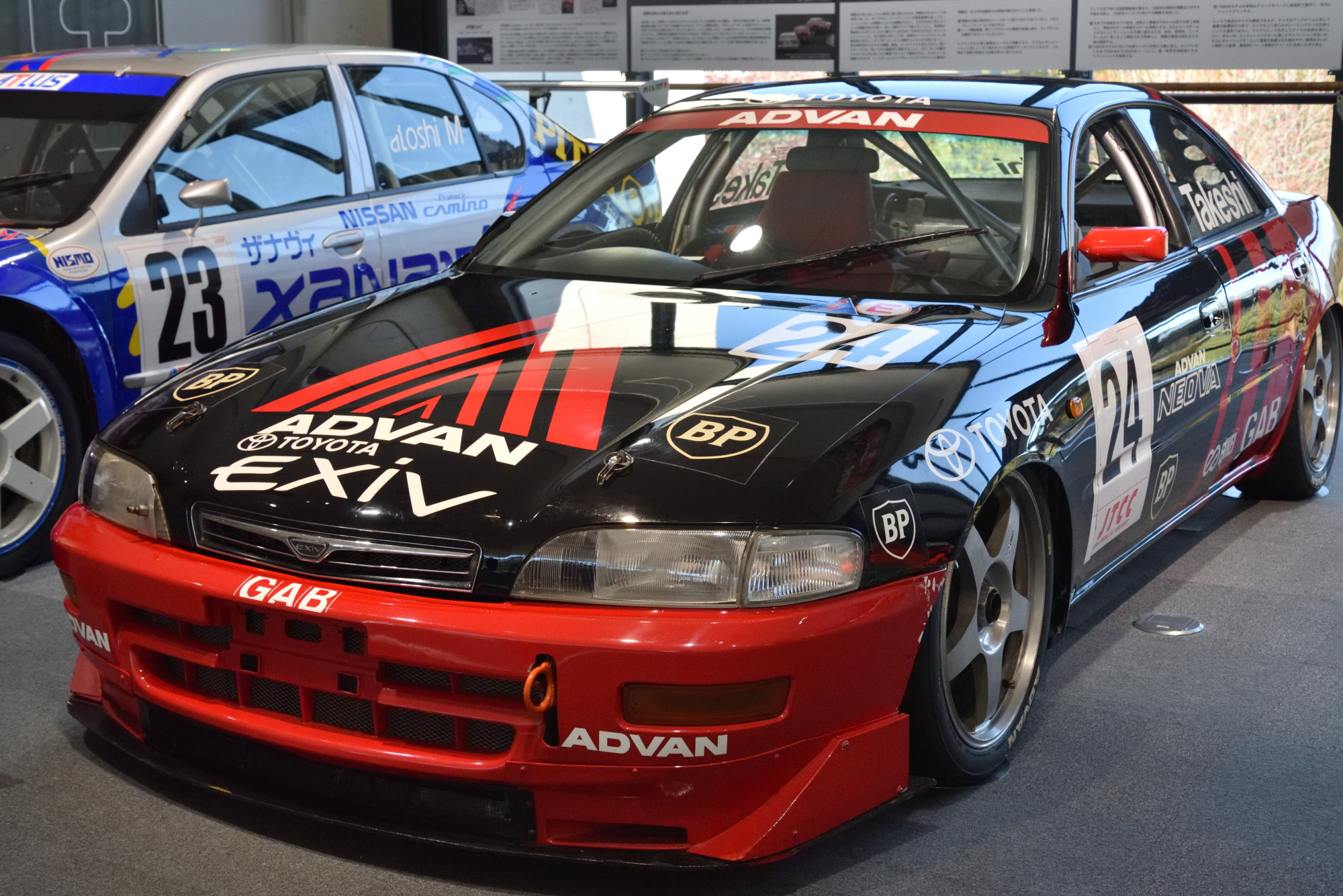
JTCCのトヨタ・コロナEXiV

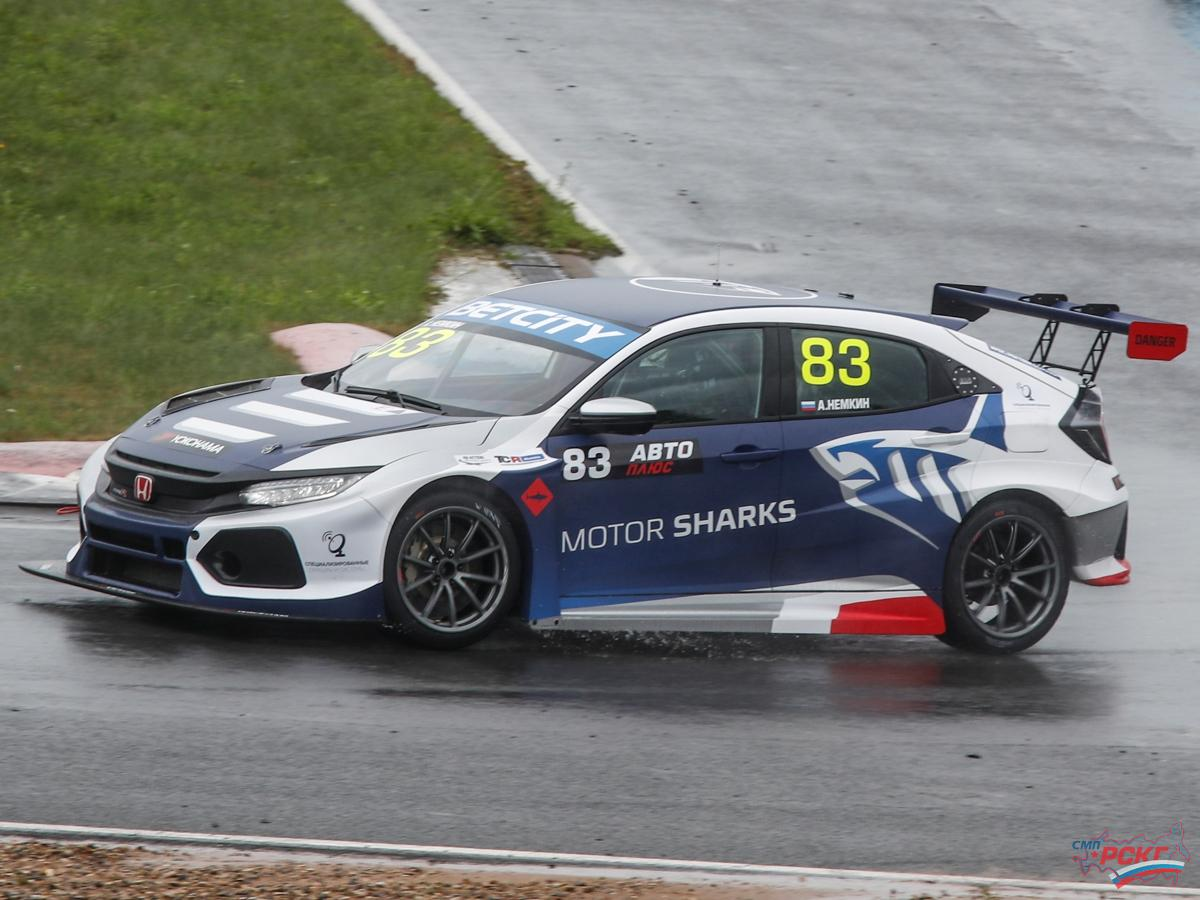
ホンダ・シビック TCR

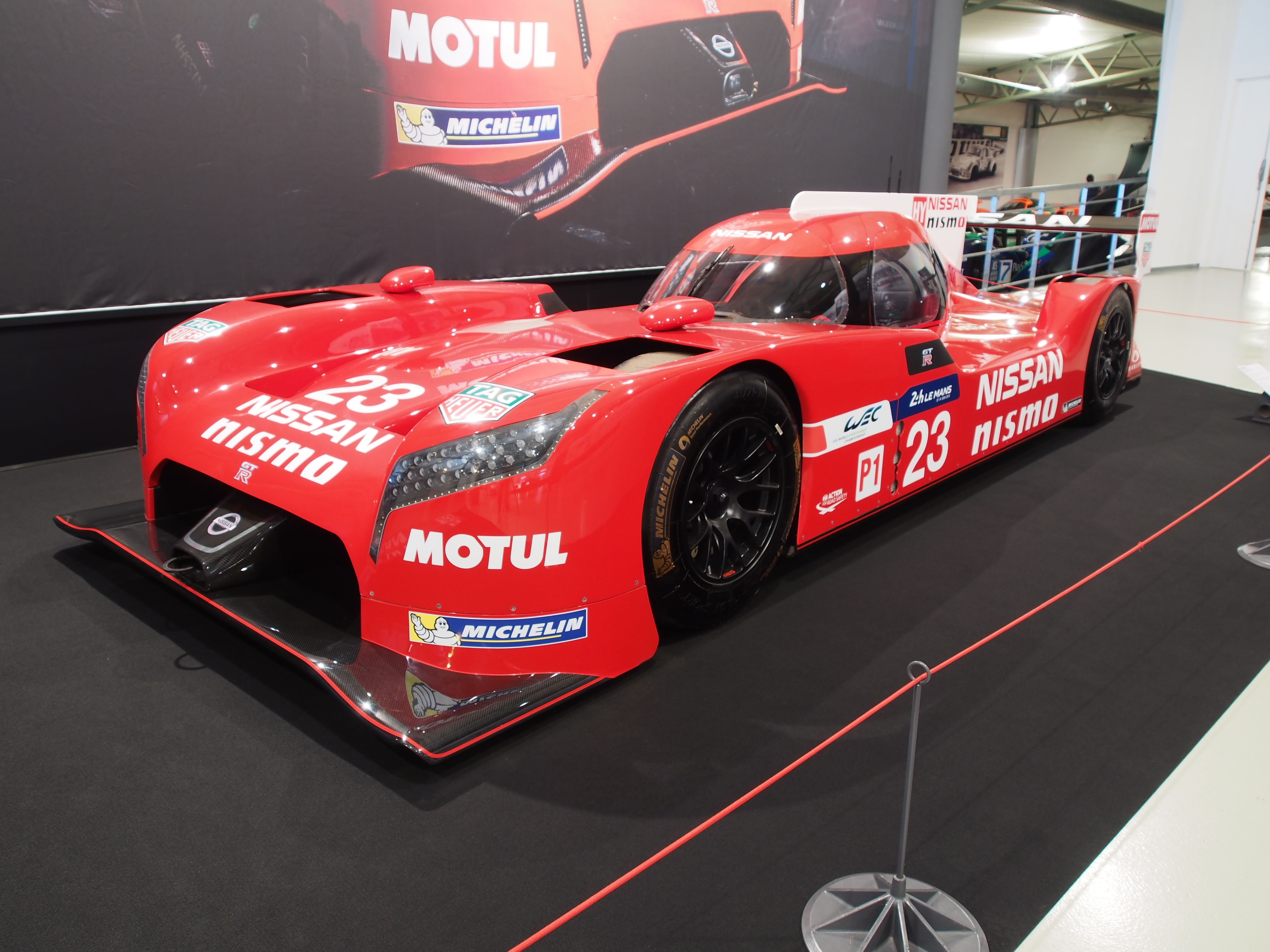
日産・GT-R LM NISMO

乾燥した舗装路面のサーキットでは、前輪駆動は後輪駆動に比べ以下の点で不利とされる。
- 加速では慣性の法則により後方へ荷重がかかるため、トラクションが不足しやすい
- コーナリングではフロントヘビーや横方向のグリップ不足[注釈 5]により、強烈なアンダーステアが発生する
- ブレーキングではフロントヘビーにより前方に荷重が偏り、後輪のグリップを活かしきれない
- 前輪を酷使するのでフロントタイヤの摩耗が激しい

つまり自動車の基本である「走る・曲がる・止まる」に加えタイヤ面でも大きなデメリットがあるため、完全に同条件の場合は後輪駆動車と対等な勝負を行うのは難しい。そのためツーリングカーレースでは、性能調整を受けることで対等なバトルを可能としている例が多い。1980年代以降はベースとなる市販車両に前輪駆動が増えた（対する後輪駆動は稀少になった）ため、性能調整を期待した上で前輪駆動車で参戦することは一般的になっているが、それでも後輪駆動の方が比較的安定した結果を出せる傾向にある。またアンダーステアが強い特性は好き嫌いが分かれ、レーシングドライバーで前輪駆動が苦手・嫌いだと公言する者は少なくない。
しかしデメリットばかりというわけではなく、例えばリアが滑ってもアクセルを踏み込めば態勢を立て直せるため、ぶつかり合いの接近戦では分がある。また後輪駆動の中でも、FR形式はプロペラシャフトを必要とする分車重が重く駆動損失が大きい、低摩擦路面でのトラクション・直進安定性に欠けるなどの弱点があるため、小排気量クラスや路面が濡れている状況下では、FRより前輪駆動の方が速いケースもある。具体的な例では1971年の富士マスターズ250kmレースにおいて、雨天の中日産・チェリーがFR勢を破って1-2フィニッシュを果たしたほか、1980年代のJTC（全日本ツーリングカー選手権）においても1.6 L自然吸気エンジンのホンダ・シビックやトヨタ・カローラFXなどが乾燥路面でも同クラスのFR勢を圧倒し、雨天では格上の2.0LのFR勢をも下して総合優勝を果たしたこともある。
1990年代に世界各国で用いられたスーパーツーリング（クラス2）規定では、前輪駆動が初めて国際ツーリングカーレースの主役となり、日本でもJTCCに多数の前輪駆動車が参戦した。
1990年代末期の全日本GT選手権（JGTC、現在のSUPER GT）の、まだ名が馬力を表していた頃のGT300クラスには三菱・FTOやトヨタ・セリカ（T202型）などの前輪駆動車が参戦した。タイヤがうまくマッチングしたり、JTCCのコンポーネントを流用したりしたこともあってFTOは表彰台、セリカはポールポジション・優勝も記録している。またセリカは1998年シリーズランキング2位、翌1999年には首位から3ポイント差の3位と好成績を残している。
現在、前輪駆動の乗用車をベースとする国際的なレーシングカー規定としてはTCRがよく知られ、日本を含む世界数十カ国でTCRによるレースが行われている。それ以外にも前輪駆動と後輪駆動が混在するBTCC（イギリスツーリングカー選手権）や、前輪駆動車のみで争われるTC2000アルゼンチン選手権のような歴史あるトップカテゴリも健在である。
市販車をベースとしない規定下では極めて例が少ないが、前項で述べたとおりインディ500では前輪駆動車が優勝を果たしたことがある。現代ではLMP1規定の日産・GT-R LM NISMOが、「空力を優先しデザインに自由度を持たせるため」として、エンジン駆動においてFFレイアウトを採用していたことが知られている。加速時のみ後輪もモーターで駆動するため実質的には四輪駆動方式となる予定であったが、実戦ではモーターの開発不足により前輪駆動の状態で走行せざるを得ず、大敗を喫した。同車の参戦はこの一戦限りとなったが、決勝中はMRレイアウトのLMP2クラスよりも速いラップタイムを記録しており、コンセプト自体を否定するには早かったとする見方もある。

### ラリー/ラリーレイド

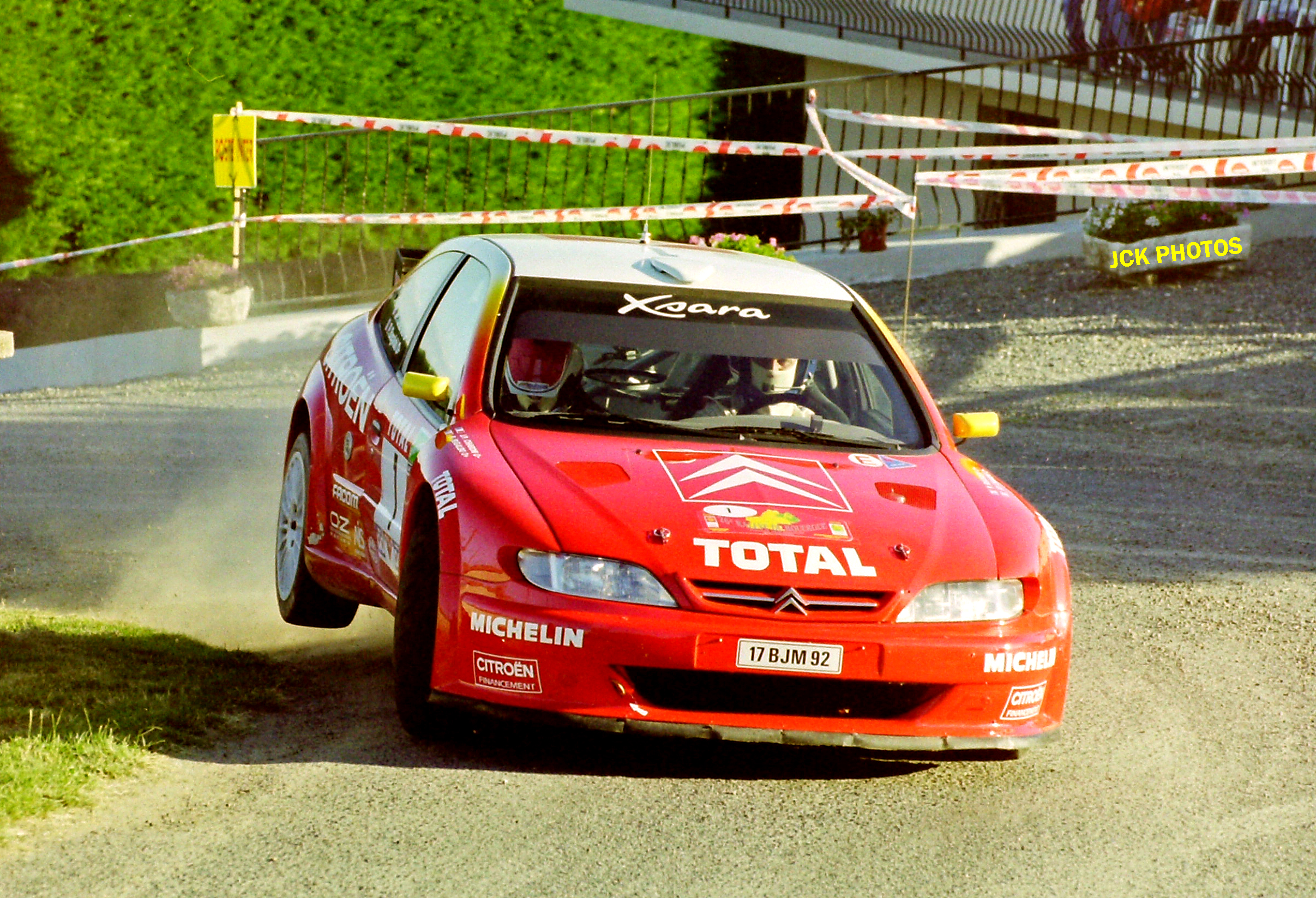
シトロエン・クサラのF2キットカー

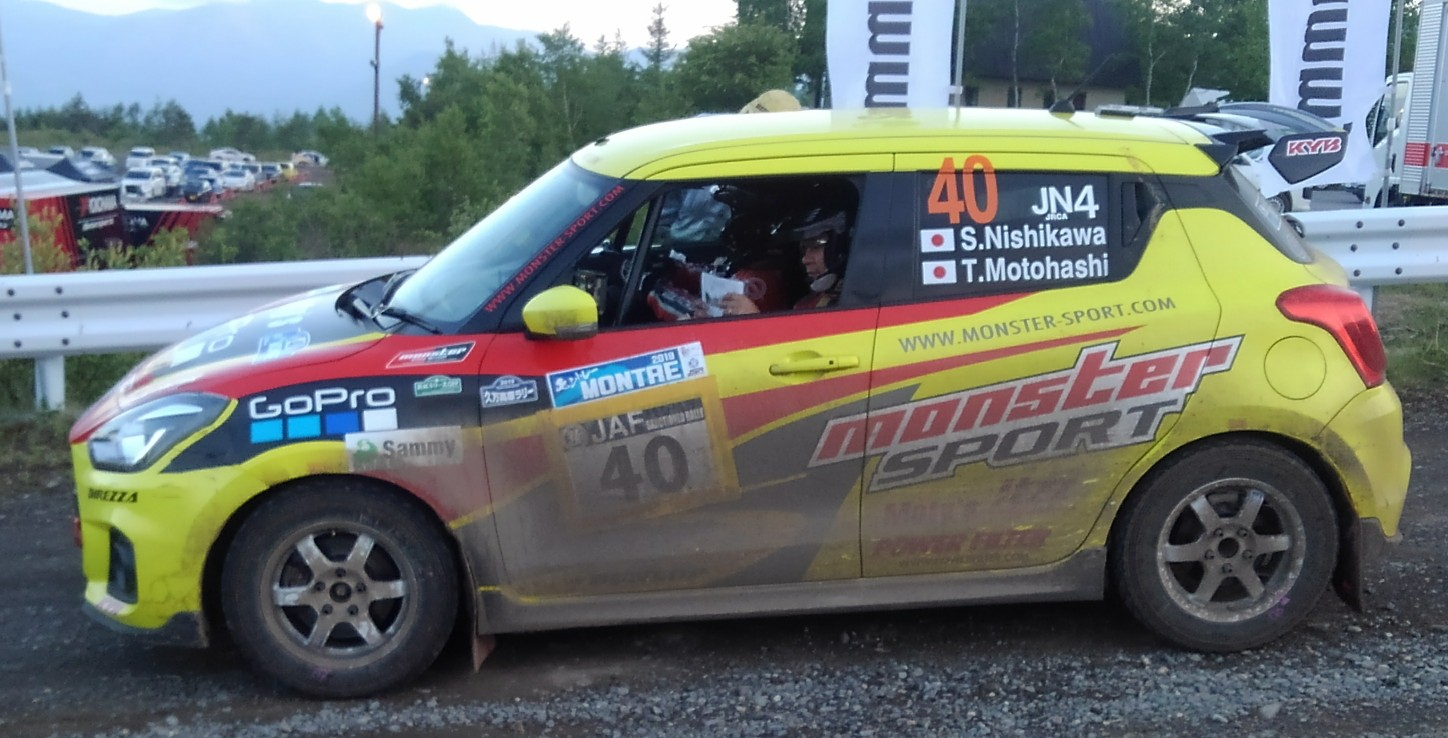
全日本ラリー選手権のスズキ・スイフトスポーツ

ラリーの世界における二輪駆動車クラス（ERC3、APRC3、JN2など）では、ほぼ全てのマシンがBセグメントハッチバック型の前輪駆動車を採用している。これは、ラリーに多い低摩擦路面では前項で述べた前輪駆動のデメリットが緩和されることに加えて直進安定性・操作性で有利なこと、軽量で全長が短く小回りが効きやすいことなどが理由である。ミニやサーブ、シトロエンなどはこの特性を活かし、前輪駆動の技術進歩がまだ十分とは言えなかった1960年代から真冬のラリー・モンテカルロで何度も優勝を重ねていた。また特殊な事例であるがWRC（世界ラリー選手権）では、多大な規則上の優遇を受けた前輪駆動のF2キットカー（シトロエン・クサラ）が、1999年のターマックイベントで四輪駆動のWRカーを破って2度総合優勝したことがある。
下位クラスの前輪駆動車で培ったマシン開発ノウハウや運転技術が、世界レベルの四輪駆動車で役立ったという事例は多い。その中で最も成功を収めた例はセバスチャン・ローブとシトロエンである。ローブの技術の根底にあったのは、前輪のグリップを大切にする前輪駆動車の走り方であった。彼は免許取得後からWRカーデビューまでの間、前輪駆動車を乗り継ぎながらあらゆる運転の可能性を試し、ドリフトを極力せず無駄のないドライビングに行き着いたと言われている。シトロエンも上述のクサラ・キットカーで得た知見により前輪駆動を主体とする4WDラリーカーを開発し、それにローブのドライビングスタイルがマッチしたことで、彼はWRC（世界ラリー選手権）で前人未到の9連覇を達成することになる。
アンダーステアな四輪駆動車に慣れるという点でも前輪駆動車は有用であり、国内でサーブを用いて長らく活躍したスティグ・ブロンクビストは、強烈なアンダーステアを発生したグループBのアウディ・クワトロに、後輪駆動車に慣れていたハンヌ・ミッコラよりも順応が容易だったと語っている。またWRCを史上初めて4連覇したトミ・マキネンも、日産・サニーGTI（日本名パルサーGTI）で初めて経験した前輪駆動のラリーカーが、後の成功に役立ったと回想している。
彼らの活躍は、後輪駆動的なドリフト走法から前輪駆動的なグリップ走法へと、業界の常識自体を真逆に変えてしまった。またこのパラダイムシフトによって、前輪駆動車で用いられていた左足ブレーキがWRCで必須テクニックとなった。こうした変化に伴い、四輪駆動のラリーカーで駆動配分が変更できる場合、前後50:50もしくは前輪をやや多めにするのがセオリーとなった。
ラリーレイド（クロスカントリーラリー）においても、サーキットレーサー時代にMINIで活躍した菅原義正は、フロントヘビーなカミオン（トラック）の運転感覚が前輪駆動車に近いということに気づいてから、カミオンの走らせ方が分かるようになったと語っている。前輪駆動車自体の参戦事例としては、まだ今ほど高速化の進んでいなかった1970年後半〜1980年代前半には、シトロエン・CXのワークスマシンが各地のラリーレイドイベントで優秀な成績を収め、総合で表彰台に登ることもあったが、現在はほぼ全く見られなくなっている。

### ドリフト
前輪駆動車で行うドリフト走行は俗に『Fドリ』と呼ばれ、ラリーやジムカーナ、ダートトライアルなどでは重要な技術である。しかし安定しやすい前輪駆動車で後輪もしくは全輪を滑らせるには工夫した荷重移動を行う必要があり、それでいて限界域でのコントロールも難しいため、Fドリで速く走るにはそれなりの訓練と習熟が求められる。またかつて前輪駆動特有のデメリットであったタックインも、ドライビングテクニックとして用いられていたことがあった。
採点競技としてのドリフトではFRレイアウトより著しく不利なため、ごく一部を除けば用いられることはほぼ無い。ただしFドリの腕を競う走行会は各地に存在する。

### ドラッグレース
直線の加速のみを競うドラッグレースでは、あえてトラクションで不利な前輪駆動を好んで用いる競技者も少なからずおり、『FFドラッグ』(英:FWD Drag)という一つのジャンルとして成立している。前輪駆動車専門のシリーズ戦も各地に存在する。
一般的な前輪駆動のレーシングカーでは300～400 PS程度が限界であるが、思い切った重量配分ができるドラッグレーサーはそれより遥かに限界点が高く、最大で1900 PSに達する前輪駆動マシンも存在する。